# Husetjärnen (Torrskogs socken, Dalsland)
Husetjärnen är en sjö i Bengtsfors kommun i Dalsland och ingår i Göta älvs huvudavrinningsområde. Sjön är 16,4 meter djup, har en yta på 0,299 kvadratkilometer och är belägen 168,4 meter över havet.

## Delavrinningsområde
Husetjärnen ingår i det delavrinningsområde (656030-128344) som SMHI kallar för Utloppet av Husetjärn. Medelhöjden är 178 meter över havet och ytan är 1,71 kvadratkilometer. Det finns inga avrinningsområden uppströms utan avrinningsområdet är högsta punkten. Vattendraget som avvattnar avrinningsområdet har biflödesordning 4, vilket innebär att vattnet flödar genom totalt 4 vattendrag innan det når havet efter 222 kilometer. Avrinningsområdet består mestadels av skog (73 procent). Avrinningsområdet har 0,3 kvadratkilometer vattenytor vilket ger det en sjöprocent på 17,2 procent.